# Arresti domiciliari (film 2000)
Arresti domiciliari è un film drammatico del 2000 diretto da Stefano Calvagna.

## Trama
Stefano viene incastrato in una discoteca e arrestato con l'accusa di possesso di stupefacenti: durante una rissa qualcuno ha infilato nella tasca della sua giacca una bustina contenente della cocaina. Costretto agli arresti domiciliari riuscirà con l'aiuto dei suoi amici più fedeli a smascherare i colpevoli e a consegnarli alla giustizia, scagionandosi da ogni accusa.

## Produzione
Il film è stato girato per il 90% all'interno di un appartamento. Si tratta del secondo lungometraggio del regista romano Stefano Calvagna, dopo l'esordio con il film drammatico Senza paura. Riferendosi ad Arresti domiciliari il regista ha affermato: «Mentre Senza paura è un film classico d'azione, il genere che fa cassetta, con questo film ho voluto dimostrare che, pur essendo giovane e alle prime armi, sono in grado di fare anche cinema di spessore. È stato una sorta di saggio di me stesso e delle mie possibilità creative».